# Petter Hansson (football)
Pour les articles homonymes, voir Hansson.
Petter Hansson, né le 14 décembre 1976 à Söderhamn, est un footballeur suédois qui évoluait au poste de défenseur central.

## Biographie

### De la Suède aux Pays-Bas
Hansson commence sa carrière en Suède dans les équipes de Soderhamn, sa ville natale. Il y démontre déjà des qualités physiques impressionnantes. En 98, il signe pro à Halmstads où il s'impose progressivement comme titulaire. Il finit par démontrer assez de qualités pour le championnat des Pays Bas où il débarque en 2002 à 26 ans. Après 5 ans en Hollande où il s'était imposé comme capitaine de l'équipe, il rejoint le Stade rennais au cours de l'été 2007.

### En France
Après un premier quart de saison difficile à Rennes, il devient un élément clé de la défense rennaise. Avec 3 passes décisives au cours de la saison 2008 - 2009, il prouve également qu'il sait se mettre au service du collectif. Il finit même par devenir le capitaine de l'équipe bretonne.
En fin de contrat en juin 2010, il s'engage pour une saison avec l'AS Monaco, où il retrouve son ancien entraineur Guy Lacombe. À la suite de la relégation du club en Ligue 2 en 2011, il prolonge son contrat d'une année.
Il commence la saison 2011-2012 comme titulaire et vice-capitaine mais il perd sa place en janvier à la suite du mercato conséquent réalisé par l'ASM. Il finit donc la saison à l'écart de l'équipe première et quitte le club à l'issue de son contrat, annonçant, par son agent, la fin de sa carrière professionnelle.

### Retour en Suède
Il signe le 7 septembre 2012 pour la fin de saison dans le club Sunnersta AIF (4e division Suédoise), où il aide le club à se maintenir. Il resigne pour la saison 2013 dans le même club.

### En sélection
Petter Hansson a été l'un des piliers de la défense centrale suédoise aux côtés de Olof Mellberg durant la fin des années 2000. Il joue sa première compétition internationale lors de l'Euro 2004 puis participe à la Coupe du monde 2006. Disputant l'Euro 2008, il marque le second but suédois face à la Grèce lors du premier tour. Il quitte la sélection fin 2009, la Suède n'ayant pu se qualifier pour le Mondial 2010. Il compte 43 sélections et 2 buts. 

## Palmarès
- Champion de Suède en 2000.
- Première sélection, le 1er février 2001 lors de  Suède -  Finlande.
- Juillet 2007 : Vainqueur de la Cannes Cup Football Festival avec le Stade rennais
- Finaliste de la Coupe de France en 2009.

## Statistiques
| Saison      | Club          | Pays     | Championnat | Championnat | Championnat | Championnat  | Championnat  | Coupe d'Europe | Coupe d'Europe | Coupe d'Europe |
| Saison      | Club          | Pays     | Division    | Matchs      | Buts        | Cartons      | Cartons      | Type           | Matchs         | Buts           |
| ----------- | ------------- | -------- | ----------- | ----------- | ----------- | ------------ | ------------ | -------------- | -------------- | -------------- |
| Saison      | Club          | Pays     | Division    | Matchs      | Buts        | Carton jaune | Carton rouge | Type           | Matchs         | Buts           |
| 1998        | Halmstads BK  | Suède    | Allsvenskan | 4           | 0           | -            | -            | -              | -              | -              |
| 1999        | Halmstads BK  | Suède    | Allsvenskan | 25          | 3           | -            | -            | -              | -              | -              |
| 2000        | Halmstads BK  | Suède    | Allsvenskan | 25          | 4           | -            | -            | -              | -              | -              |
| 2001        | Halmstads BK  | Suède    | Allsvenskan | 22          | 4           | -            | -            | -              | -              | -              |
| 2002        | Halmstads BK  | Suède    | Allsvenskan | 10          | 2           | -            | -            | -              | -              | -              |
| 2002 - 2003 | SC Heerenveen | Pays-Bas | Eredivisie  | 34          | 3           | -            | -            | -              | -              | -              |
| 2003 - 2004 | SC Heerenveen | Pays-Bas | Eredivisie  | 33          | 2           | -            | -            | -              | -              | -              |
| 2004 - 2005 | SC Heerenveen | Pays-Bas | Eredivisie  | 33          | 3           | -            | -            | -              | -              | -              |
| 2005 - 2006 | SC Heerenveen | Pays-Bas | Eredivisie  | 33          | 2           | -            | -            | -              | -              | -              |
| 2006 - 2007 | SC Heerenveen | Pays-Bas | Eredivisie  | 29          | 4           | -            | -            | -              | -              | -              |
| 2007 - 2008 | Stade rennais | France   | Ligue 1     | 34          | 2           | 6            | 0            | C3             | 6              | 0              |
| 2008 - 2009 | Stade rennais | France   | Ligue 1     | 33          | 1           | 4            | 1            | C3             | 6              | 0              |
| 2009 - 2010 | Stade rennais | France   | Ligue 1     | 34          | 1           | 3            | 0            | -              | -              | -              |
| 2010 - 2011 | AS Monaco     | France   | Ligue 1     | 30          | 0           | 1            | 0            | -              | -              | -              |
| 2011 - 2012 | AS Monaco     | France   | Ligue 2     | 17          | 0           | 1            | 1            | -              | -              | -              |
| 2012 - 2013 | Sunnersta AIF | Suède    | Division 4  | 4           | 0           | 1            | 0            | -              | -              | -              |
| 2013 - 2014 | Sunnersta AIF | Suède    | Division 4  | 0           | 0           | 0            | 0            | -              | -              | -              |

Dernière mise à jour le 26 avril 2013